# Nationaal park Pantelleria
Nationaal park Pantelleria (Italiaans: Parco nazionale dell'isola di Pantelleria) is een nationaal park bij het Italiaanse Sicilië, gelegen op het eiland Pantelleria. Het werd opgericht in 2016.

## Natuur en landschap
Het eiland is van vulkanische oorsprong en dit tekent het landschap. Overal is lava, en op veel plaatsen zijn vulkanische pieken met La Montagna Grandeis als hoogste berg (836 m). Typisch zijn de Dammusi, huizen gemaakt van lavasteen die door hun kleur nauwelijks opvallen. De vorm maakt ze geschikt om water op te vangen en warmte te keren. "Lo Specchio di Venere" is een vulkanisch meer, gevoed door warme bronnen. Ook de kust is vaak grillig met hoge kliffen en grotten. 
De vulkanische oorsprong van het eiland - met ruim een eeuw geleden de laatste uitbarsting - heeft als gevolg dat de flora en fauna van recente datum zijn. Een deel van het land is in cultuur gebracht, met name voor wijnteelt en daarnaast onder meer voor de teelt van kappertjes. Het eiland kent naast pijnbomen, steppeachtige vegetaties en een maquisvegetatie. 

## Flora en fauna
Er komen ruim 550 soorten planten voor en bovendien veel paddenstoelen. Daarnaast zijn er op het eiland eetbare wilde kruiden zoals rozemarijn, gghira, sarvàgghia en bburrània, 
De aan eilanden eigen isolatie heeft tot speciale diersoorten of -rassen geleid. Zo zijn er een beroemde ezel (de ezel van Pantelleria) en een geitenras. 
Op het eiland komen verscheidene reptielen voor, waaronder de slang Coluber Ippocrepis, de schildpad Testudo graeca, Siciliaanse hagedis en gekko's.
Endemisch is een bijensoort.
De avifauna omvat onder meer blauwe reiger, flamingo, kraanvogel, de Eleonora's valk, de bruine kiekendief, blauwe kiekendief en de torenvalk, die in grote kolonies langs kliffen van het eiland voorkomt. Zeldzame vogels die het eiland geregeld bezoeken zijn de bijeneter en de wielewaal. Algemeen zijn merel, houtsnip en kwartel. 
In de zee om het eiland komen onder andere de volgende diersoorten voor: papegaaivis, zeebrasem, roodbaars, tonijn, dolfijn, snappers en verschillende soorten zee-egels en inktvis.

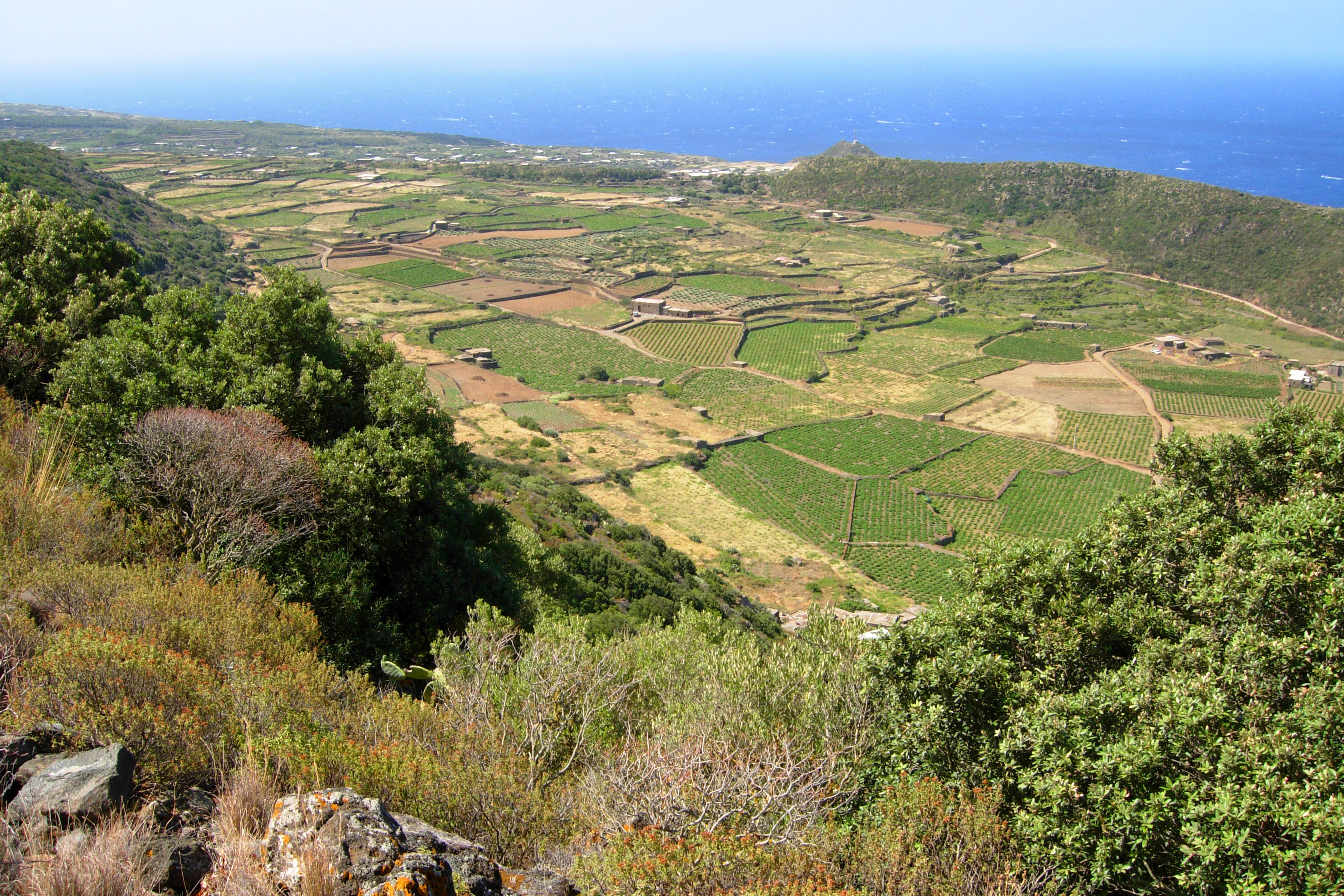
Wijngaarden
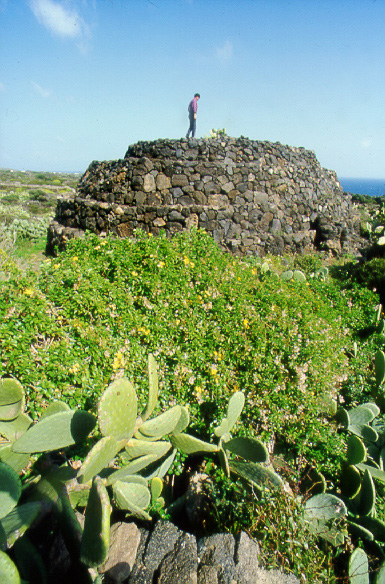
Archeologische site "Sese del Re"
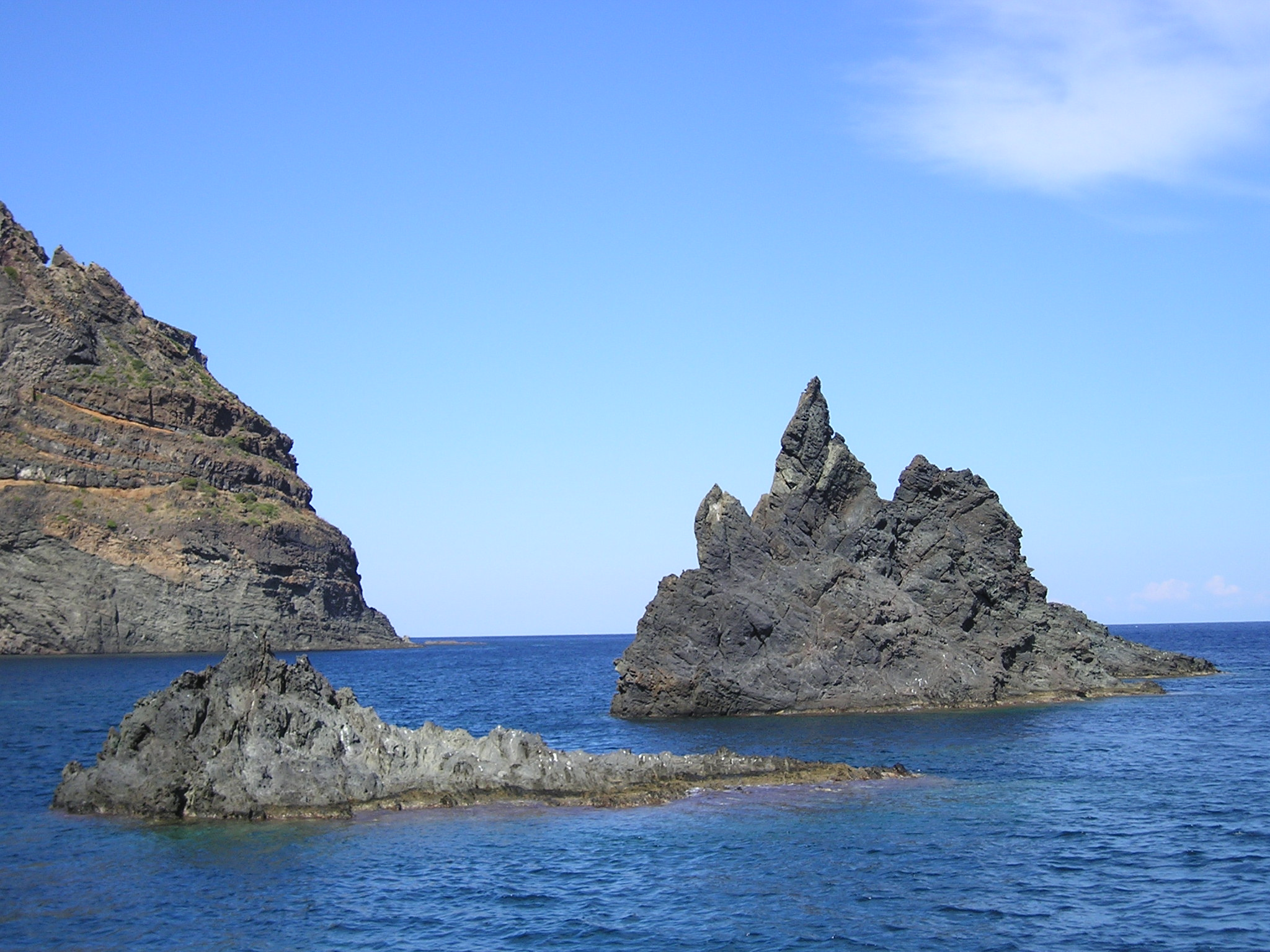
"Scogli del Formaggio"
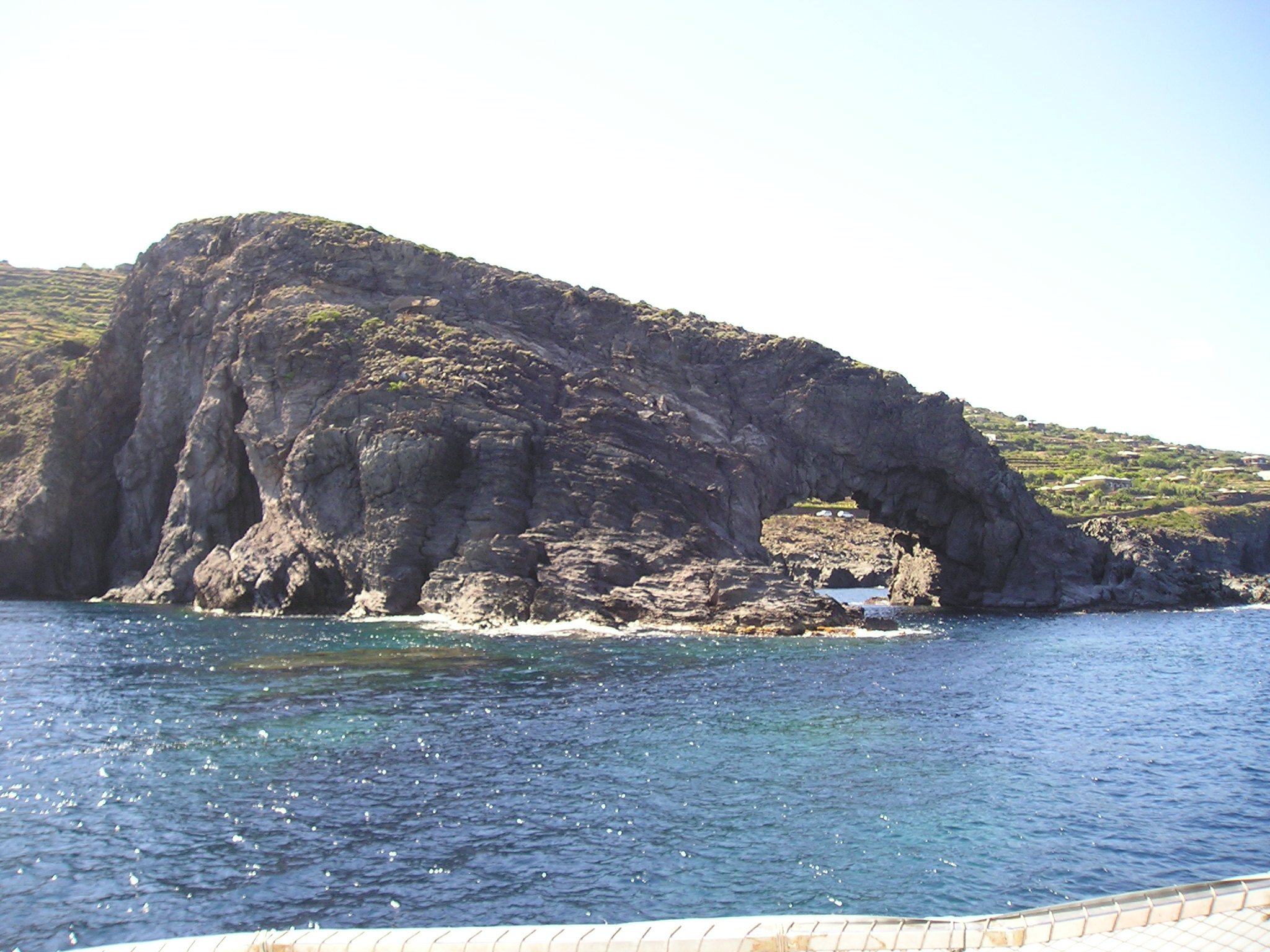
"Arco dell'elefante"
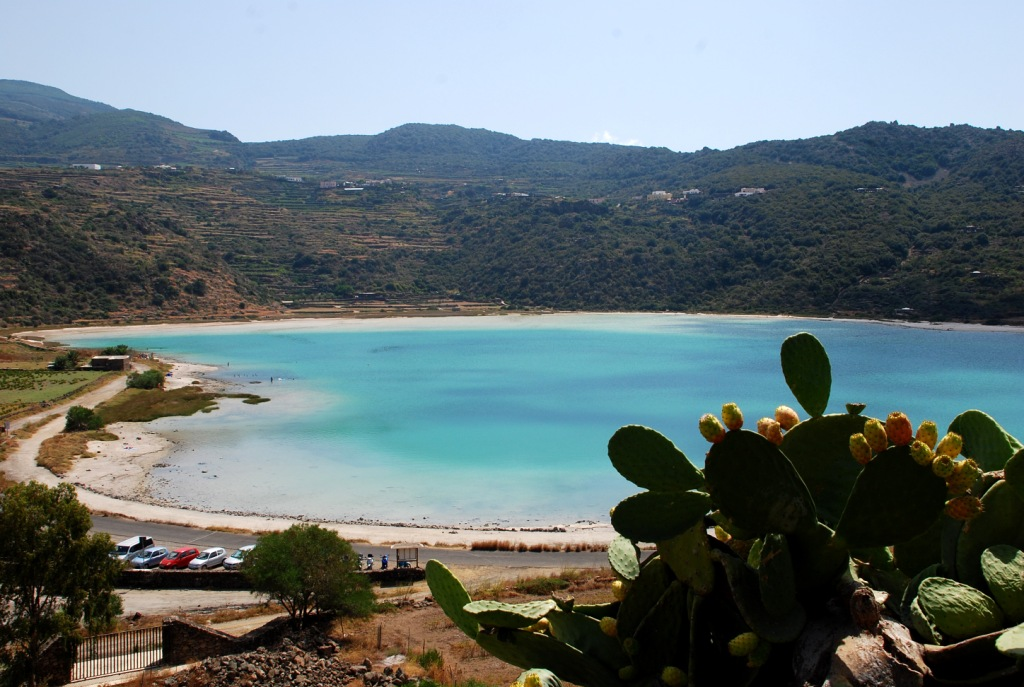

Abruzzen, Lazio en Molise · Alta Murgia · Appennino Lucano Val d'Agri Lagonegrese· Appennino Tosco-Emiliano· Asinara · Aspromonte · Dolomiti Bellunesi · Foreste Casentinesi, Monte Falterona, Campigna · Cinque Terre · Cilento , Vallo di Diano e Alburni · Circeo · Gargano · Gennargentu en Golf van Orosei · Gran Paradiso · Gran Sasso e Monti della Laga · Maddalena-archipel · Majella · Monti Sibillini · Pantelleria · Pollino · Portofino · Sila · Stelvio-Stilfser Joch · Toscaanse Archipel · Val Grande · Vesuvius